# Linum vanense
Linum vanense är en linväxtart som beskrevs av Georges Vincent Aznavour. 
Linum vanense ingår i släktet linsläktet och familjen linväxter. Inga underarter finns listade i Catalogue of Life.